# Асадуллаев, Анвар Самадович
Анвар Самадович Асадуллаев (23 февраля 1970) — советский и таджикистанский футболист, полузащитник.
Воспитанник РСДЮШОР Душанбе. В 1990 году играл за дубль «Памира» Душанбе. За основную команду дебютировал 22 мая 1990 года в гостевом матче 1/16 финала Кубка СССР против «Уралмаша» (2:3). В чемпионате СССР 1991 года провёл четыре матча, забил один гол — победный — в гостевой игре против «Днепра» (2:1). Полуфиналист Кубка СССР—СНГ 1991/92.
В 1992 году был в составе «Памира» в чемпионате Таджикистана.Чемпион Таджикистана 1992 год. В чемпионате Узбекистана играл за клубы «Навбахор» Наманган (1994—1997) и «Бухара» (1998—1999).Чемпион Узбекистана 1996 год. Обладатель Кубка Узбекистана 1995. Мастер спорта СССР по футболу, мастер спорта по футболу Республики Узбекистан. 
Провёл пять матчей за сборную Таджикистана.